# Janina Skowronek

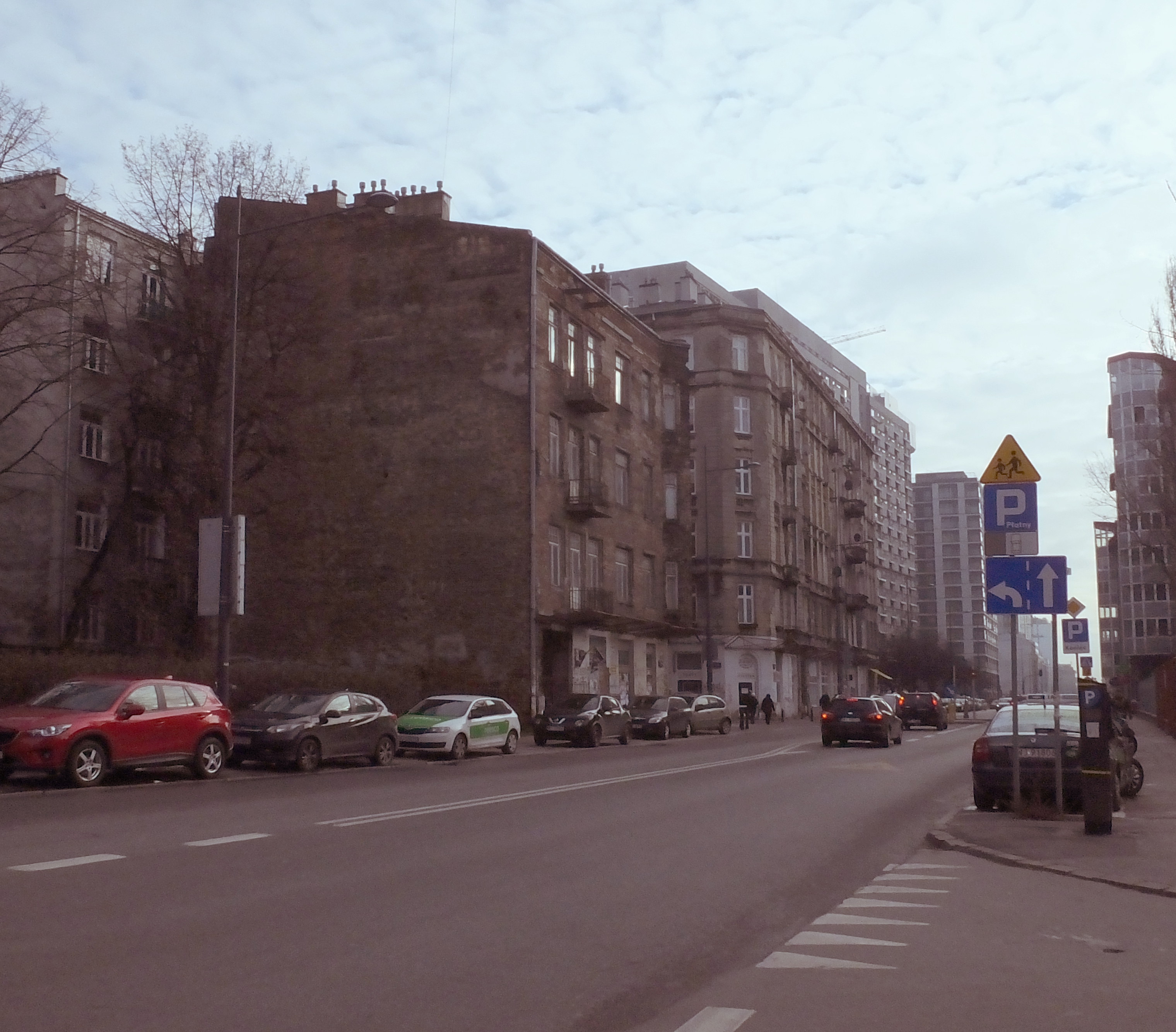
W tle kamienica przy ul. Żelaznej 64 (widok współczesny)

Janina Skowronek (ur. ok. 1909 w Warszawie, zm. luty 1996) – Polka, Sprawiedliwa wśród Narodów Świata.

## Życiorys
Janina urodziła się jako córka Franciszka i Małgorzaty Romanskich. Przed wojną wraz z rodziną mieszkała w Białej Rawskiej koło Łodzi, gdzie sąsiadowała z Zyslą Kuperszmid i jej córka Hanką. Podczas wojny sprzedawała mydło w Hali Mirowskiej, podczas gdy jej mąż pracował w elektrowni w Warszawie. Mieli córkę Hannę. Początkowo rodzina Skowronków mieszkała przy ulicy Łuckiej, potem przenieśli się do mieszkania przy Żelaznej 64.
Na początku wojny Zysla pracowała jako krawcowa, szyjąc ubrania dla Niemców. W 1942 r. nastąpiła likwidacja getta w Białej Rawskiej, wskutek czego razem z córką Hanią uciekła do Warszawy. W styczniu 1943 r. zwróciła się po pomoc do rodziny Skowronków. W tym czasie mieszkanie Skowronków przy ul. Łuckiej nie mogło pomieścić więcej domowników, dlatego Janina zaproponowała Kuperszmidom kryjówkę w mieszkaniu przy Żelaznej 64. Skowronkowie planowali przeprowadzić się tam po doprowadzeniu mieszkania do lepszego stanu. W kolejnych trzech miesiącach codziennie przynosili posiłki dla Zysli i Hani. W marcu 1943 r. Skowronkowie zamieszkali razem z ukrywanymi, co trwało do września 1944 r. Obie rodziny wspólnie przetrwały powstanie warszawskie, po czym Kuperszmidowie znaleźli się w obozie przejściowym w Pruszkowie, skąd kobiety zostały przetransportowane do Senftenberg. Do zakończenia wojny pracowały w miejscowej fabryce lamp samochodowych, po czym w 1945 r. wróciły do Białej Rawskiej. Później znalazły się w obozie przejściowym w Łodzi, następnie wyjechały do Izraela. Po wojnie Janina z córką wróciła do Białej Rawskiej.  
Po latach Zysla Kuperszmid odnowiła kontakt z rodziną Skowronków. Jej wspomnienia z okresu okupacji zostały wydane w 2002 r. po polsku pt. Przyjaciółki z ulicy Żelaznej. W 1973 r., na wniosek Zysli, Janina Skowronek wraz z mężem zostali odznaczeni medalem Sprawiedliwego wśród Narodów Świata. Ich córka otrzymała odznaczenie w 2001.